# Sinusurile paranazale
Sinusurile paranazale sunt un grup de patru spații-pereche umplute cu aer care înconjoară cavitatea nazală. Sinusurile maxilare sunt situate sub ochi; sinusurile frontale sunt deasupra ochilor; sinusurile etmoidale sunt între ochi iar sinusurile sfenoidale sunt în spatele ochilor. Sinusurile sunt numite dupa oasele faciale în care acestea sunt situate.

## Structura
Oamenii posedă patru perechi de sinusuri paranazale, împărțite în subgrupuri, care sunt denumite în funcție de oasele în care sinusurile se aflta:
- Sinusurile maxilare, cele mai mari dintre sinusurile paranazale, sunt sub ochi, in oasele maxilare (deschise în partea din spate a hiatusul semilunar al nasului).
- Sinusurilor frontale, superioare ochilor, în osul frontal, care formează partea dura a fruntii.
- Sinusurilor etmoidale, care sunt formate din mai multe celule de aer în osul etmoidal între nas și ochi.
- Sinusurile sfenoidale, în osul sfenoid.

Sinusurile paranazale sunt căptușite cu epiteliu respirator (epiteliu columnar ciliat pseudostratificat).

## Funcție

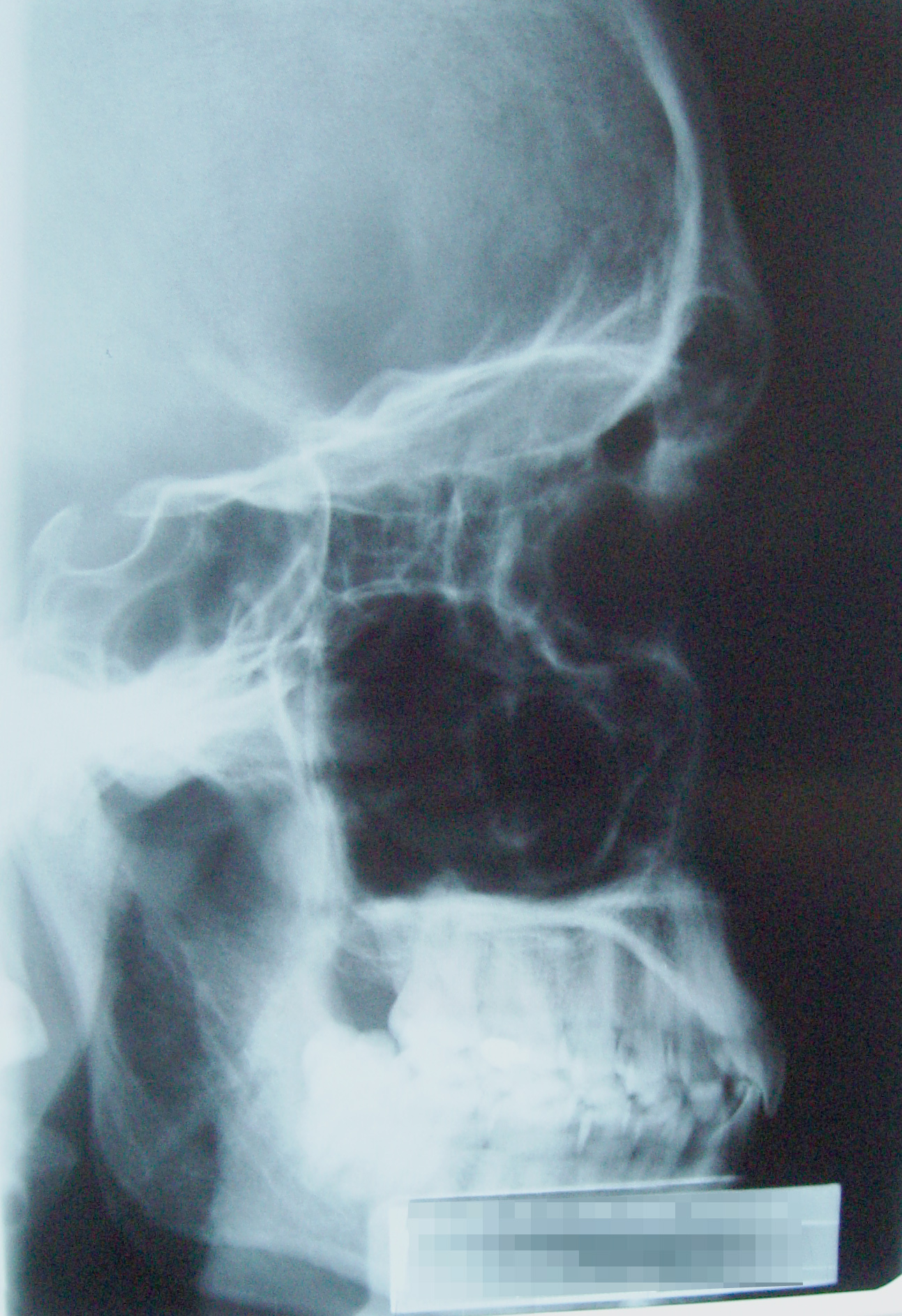
Proiecție laterala a sinusurilor paranazale cum se vede într-o imagine cu raze X

Rolul biologic al sinusurilor este dezbătuta, dar un număr de funcții posibile au fost propuse:
- Pentru scăderea relativă a greutatii din față a craniului, mai ales la oasele feței
- Creșterea rezonanței vocii
- Oferirea unui tampon împotriva traumatismelor faciale
- Izolarea structurilor sensibile, cum ar fi rădăcinile dentare și ochii de la fluctuațiile  rapide de temperatură din cavitatea nazală.
- Umidificarea și încălzirea aerului inhalat
- Regularea presiunii intranazale și serice
- Aparare imunologica

## Istorie

### Etimologie
Sinusul este un cuvant de origine latină, cuvânt care înseamnă un "pliu", "curvatura" , "cadru". sau "pungă"

## Imagini suplimentare

Sinusurile paranazale